# Certain, probable et même possible
Pour plus de détails, voir Fiche technique et Distribution.
Certain, probable et même possible (Certo, certissimo, anzi... probabile) est un film italien réalisé par Marcello Fondato et sorti en 1969.
Dans les rôles principaux, il y a Claudia Cardinale et Catherine Spaak.

## Synopsis
Marta et Nanda sont deux amies. Les deux cherchent un homme, mais l'une veut un mari, l'autre simplement quelqu'un de bien. Nanda a la fâcheuse habitude de voler les conquêtes de Marta, et c'est pour cela que Marta ne lui présente plus celui qu'elle finit par épouser, Piero. Manque de chance, ce dernier retrouve un blond viking de son passé...

## Fiche technique
- Titre original : Certo, certissimo, anzi... probabile
- Titre français : Certain, probable et même possible ou Certes, certainement ou Journal d'une opératrice[1]
- Réalisation : Marcello Fondato
- Scénario : Marcello Fondato, d'après Diario di una telefonista de Dacia Maraini
- Photographie : Alfio Contini
- Son : ingénieur du son
- Montage : Sergio Montanari
- Musique : Carlo Rustichelli
- Production : Silvio Clementelli (it)
- Société(s) de production : Clesi Cinematografica (it), Finanziaria San Marco
- Pays d’origine :  Italie
- Langue originale : italien
- Format : couleur
- Genre : comédie
- Durée : 110 minutes
- Dates de sortie :
  - Italie : 6 novembre 1969
  - France : 29 mars 1973[1]

## Distribution
- Claudia Cardinale : Marta Chiaretti
- Catherine Spaak : Nanda
- Robert Hoffmann : Stefano
- Nino Castelnuovo : Piero
- John Phillip Law : Crispino
- Aldo Giuffré : veuf
- Mimma Biscardi : Graziella
- Lino Banfi : réalisateur de romans-photos
- Alberto Lionello : directeur du standard
- Lars Bloch : Harry
- Clara Colosimo : mère de Graziella